# Ottilie von Faber-Castell - Una donna coraggiosa
Ottilie von Faber-Castell - Una donna coraggiosa è un film per la televisione, basato sulla storia vera dell'imprenditrice e baronessa tedesca, erede della dinastia Faber-Castell, conosciuta per la fabbrica di matite e penne.

## Trama
Alla morte prematura del padre, la giovane baronessa Ottilie von Faber-Castell viene designata dal nonno come erede nella gestione della fabbrica di famiglia. Dopo tre anni anche il nonno muore, lasciandola quindi completamente sola alla guida della ditta. Compiuti i 21 anni sposa il conte Alexander zu Castell-Rüdenhausen, dopo che questo aveva duellato segretamente con Philipp Brand von Neidstein, altro pretendente alla mano della giovane donna.
Non fidandosi delle capacità della nipote, la nonna era convinta di aver trovato nel conte Alexander una persona affidabile ed era riuscita a nominarlo amministratore delegato e socio dell'azienda. Nella realtà, l'azienda tornerà a prosperare sotto la guida del Conte, ma il matrimonio fra lui e Ottilie andrà in modo ben diverso.